# Wesfarmers
Wesfarmers Limited (ASX : WES) est une entreprise australienne qui fait partie de l'indice S&P/ASX 50. C'est le plus grand employeur du pays avec plus de 200 000 employés.
Il a des intérêts en Australie et en Nouvelle-Zélande, et exploite des produits de détail, de produits chimiques, d'engrais, industriels et de sécurité.

## Historique
Wesfarmers a été fondée en 1914 en tant que coopérative pour fournir des services et des marchandises aux agriculteurs australiens occidentaux.
En juillet 2007, Wesfarmers rachète le groupe Coles pour 22 milliards de dollars australiens. Elle prend le contrôle de Coles en novembre 2007.
Wesfarmers a investi à iCiX le 22 juillet 2014,,,.
Le 19 janvier 2016, la société a acquis HomeBase.
En mars 2018, Wesfarmers annonce son intention de scinder sa chaîne de supermarché Coles, acquise en 2007.
Le 12 juin 2019, Wesfarmers a acquis Catch.com.au.,
Le revenu de l'entreprise s'élevaient à 30,8 milliards de dollars en 2020. Wesfarmers a acquis Australian Pharmaceutical Industries (API) en mars 2022. API constituera la base d'une nouvelle division de soins de santé de Wesfarmers et une base à partir de laquelle investir et développer des capacités dans le secteur de la santé et du bien-être.